# 中缅天胡荽
中缅天胡荽（学名：Hydrocotyle forrestii）为伞形科天胡荽属下的一个种。